# 정칙 함수
복소해석학에서 정칙 함수(正則函數, 영어: holomorphic function)는 복소 함수에 대한, 미분 가능 함수와 해석 함수에 동시에 대응하는 개념이다. 실수 함수의 경우 미분 가능 함수의 개념은 해석 함수의 개념보다 훨씬 약하지만, 복소 함수의 경우 같은 개념에 대응한다.

## 정의
열린 집합 {\displaystyle U\subset \mathbb {C} } 위에 정의된 함수 {\displaystyle f\colon U\to \mathbb {C} } 및 점 {\displaystyle z_{0}\in U}에 대하여, 만약 극한
{\displaystyle f'(z_{0})=\lim _{z\to z_{0}}{\frac {f(z)-f(z_{0})}{z-z_{0}}}}
가 존재한다면 {\displaystyle f}가 {\displaystyle z_{0}}에서 복소 미분 가능 함수(영어: function complex-differentiable at {\displaystyle z_{0}})라고 한다.
열린 집합 {\displaystyle U\subset \mathbb {C} } 위에 정의된 함수 {\displaystyle f\colon U\to \mathbb {C} } 및 점 {\displaystyle z_{0}\in U}에 대하여, 다음 두 조건이 서로 동치이며, 이를 만족시키는 함수를 {\displaystyle z_{0}}에서 정칙 함수(영어: function holomorphic at {\displaystyle z_{0}})라고 한다.
- 다음 조건을 만족시키는 근방 {\displaystyle N\ni z_{0}}가 존재한다.
  - 모든 {\displaystyle z\in N\cap U}에 대하여, {\displaystyle f}는 {\displaystyle z}에서 미분 가능 함수이다.
- 다음 조건을 만족시키는 근방 {\displaystyle N\ni z_{0}} 및 복소수열 {\displaystyle c_{0},c_{1},\dots \in \mathbb {C} }가 존재한다.
  - 모든 {\displaystyle z\in N\cap U}에 대하여, 급수 {\displaystyle \sum _{n=0}^{\infty }c_{n}(z-z_{0})^{n}}는 수렴하며, {\displaystyle f(z)=\sum _{n=0}^{\infty }c_{n}(z-z_{0})^{n}}이다.

열린 집합 {\displaystyle U\subset \mathbb {C} } 위에 정의된 함수 {\displaystyle f\colon U\to \mathbb {C} }에 대하여, 만약 {\displaystyle f}가 정의역의 모든 점에서 정칙 함수라면 {\displaystyle f}를 정칙 함수라고 한다.
두 리만 곡면 {\displaystyle \Sigma _{1}}, {\displaystyle \Sigma _{2}} 사이의 정칙 함수는 다음 조건을 만족시키는 함수 {\displaystyle f\colon \Sigma _{1}\to \Sigma _{2}}이다.
- {\displaystyle \Sigma _{1}}의 정칙 국소 좌표계 {\displaystyle \{\phi _{\alpha }\colon U_{\alpha }\to \mathbb {C} \}} 및 {\displaystyle \Sigma _{2}}의 정칙 국소 좌표계 {\displaystyle \{\chi _{\beta }\colon V_{\beta }\to \mathbb {C} \}}가 주어졌을 때, 임의의 {\displaystyle \alpha ,\beta }에 대하여 {\displaystyle \chi _{\beta }\circ f\circ \phi _{\alpha }^{-1}}는 (이 합성이 정의되는 곳에서) 정칙 함수이다.

## 성질
리만 곡면 {\displaystyle \Sigma _{1}}, {\displaystyle \Sigma _{2}}, {\displaystyle \Sigma _{3}} 사이의 정칙 함수
{\displaystyle f\colon \Sigma _{1}\to \Sigma _{2}}
{\displaystyle g\colon \Sigma _{2}\to \Sigma _{3}}
이 주어졌을 때, 합성 함수 {\displaystyle g\circ f} 역시 정칙 함수이다.
리만 곡면 {\displaystyle \Sigma } 위의 정칙 함수
{\displaystyle f,g\colon \Sigma \to \mathbb {C} }
가 주어졌을 때, {\displaystyle f+g}와 {\displaystyle fg} 역시 정칙 함수이다. 또한, 만약 모든 {\displaystyle z\in \Sigma }에 대하여 {\displaystyle f(z)\neq 0}이라면, {\displaystyle 1/f} 역시 정칙 함수이다.

## 예
전해석 함수는 {\displaystyle \mathbb {C} \to \mathbb {C} } 정칙 함수이다. 리만 곡면 {\displaystyle \Sigma } 위의 유리형 함수는 {\displaystyle \Sigma \to {\hat {\mathbb {C} }}} 정칙 함수이다 ({\displaystyle {\hat {\mathbb {C} }}}는 리만 구). 복소 타원 곡선 {\displaystyle E} 위의 타원 함수는 {\displaystyle E\to {\hat {\mathbb {C} }}} 정칙 함수이다.
리우빌 정리에 따라, 콤팩트 리만 곡면 {\displaystyle \Sigma } 위의 {\displaystyle \Sigma \to \mathbb {C} } 정칙 함수는 상수 함수밖에 없다.
함수 {\displaystyle z\mapsto |z|^{2}}는 (실수 평면 위의 함수로서) 매끄러운 함수이지만, 그 어느 점에서도 정칙 함수가 아니다.

## 어원
유럽 언어에서, 정칙 함수를 뜻하는 단어 영어: holomorphic 홀로모픽[*], 프랑스어: holomorphe 올로모르프[*], 독일어: holomorph 홀로모르프[*]는 오귀스탱 루이 코시의 제자 샤를오귀스트 브리오(Charles-Auguste Briot)와 장클로드 부케(프랑스어: Jean-Claude Bouquet)가 도입하였고, 고대 그리스어: ὅλος 홀로스[*](전체) + 고대 그리스어: μορφή 모르페[*](형태)의 합성어이다.

## 같이 보기
- 전해석 함수
- 유리형 함수
- 코시-리만 방정식